# Adrian Branch
Adrian Francis Branch (Washington D. C.; 17 de noviembre de 1963) es un exjugador de baloncesto estadounidense que disputó cuatro temporadas en la NBA, además de jugar en la CBA, la Liga ACB, la liga francesa, la liga australiana y la liga israelí. Con 2,03 metros de altura, lo hacía en la posición de alero.

## Trayectoria deportiva

### Universidad
Tras haber disputado en el año 1981, en su época de high school el prestigioso McDonald's All American, en el que fue elegido MVP, jugó durante cuatro temporadas con los Terrapins de la Universidad de Maryland, en las que promedió 16,4 puntos, 4,4 rebotes y 2,4 asistencias por partido. Fue el máximo anotador del equipo en sus dos primeras temporadas, promediando 15,2 y 18,7 puntos respectivamente, Compartió sus tres últimas temporadas con los Terrapins con otra de las figuras de la universidad, Len Bias, figurando en la actualidad como quinto mejor anotador de todos los tiempos, con 2017 puntos conseguidos. Fue elegido como Leyenda de la ACC en el año 2004.

### Profesional
Fue elegido en la cuadragésimo sexta posición del Draft de la NBA de 1985 por Chicago Bulls, pero fue despedido antes del comienzo de la temporada. Al verse sin equipo, optó por jugar con los Baltimore Lightning de la CBA, donde promedió 25,4 puntos en su único año en el equipo.
Antes del comienzo de la temporada 1986-87 fichó por Cleveland Cavaliers, quienes lo cortaron semanas después, sin empezar la competición. Y ya en el mes de septiembre fichó como agente libre por Los Angeles Lakers. En el equipo de Pat Riley fue uno de los últimos hombres del banquillo, dando sobre todo descanso a Michael Cooper. A pesar de ello, colaboró con 4,3 puntos y 1,7 rebotes por partido en la consecución del título de la NBA, derrotando en las Finales a Boston Celtics por 4-2.
Al año siguiente fue traspasado a New Jersey Nets, donde jugó 20 partidos antes de ser despedido a pocos días de las navidades de 1988. Decidió entonces aceptar una oferta del Caja de Ronda de la liga ACB española, donde jugaría los últimos 16 partidos de la temporada, promediando 33,4 puntos y 5,1 rebotes. Es el jugador que más tiros de campo intentados promedia en la historia de la ACB: 7,8 triples y 18,3 de dos. Supera en esta tabla a jugadores que también abarcaban mucho ofensivamente como Walter Berry, Eddie Phillips, Oscar Schmidt y David Russell.
Regresó a Estados Unidos al año siguiente, y tras probar con Milwaukee Bucks, finalmente acabó firmando con Portland Trail Blazers. Allí por fin tuvo continuidad durante toda una temporada, aunque contó con poco más de 12 minutos por partido. Al término de la temporada no fue renovado, y fichó por Minnesota Timberwolves, pero tras 11 partidos disputados fue cortado.
Continuó su carrera en el A.S. Mónaco de la liga francesa, donde fue uno de los jugadores más destacados del equipo, promediando 22,5 puntos y 5,9 rebotes por partido. Los dos años diguientes los pasó en Australia, jugando dos temporadas con los Brisbane Bullets y los Geelong Supercats, para terminar su carrera profesional en la liga israelí, jugando una temporada con el Hapoel Givat Yagur.

## Estadísticas de su carrera en la NBA

### Temporada regular
| Temp.   | Edad | Equipo       | Liga | P   | TIT | MIN  | TC  | TCA | %TC  | 3P  | 3PA | %3P   | TL  | TLA | %TL  | R.OF. | R.DEF. | REB | ASIS | ROB | TAP | PER | FP  | PTS |
| 1986-87 | 23   | L. A. Lakers | NBA  | 32  | 0   | 6.8  | 1.5 | 3.0 | .500 | 0.0 | 0.1 | .000  | 1.3 | 1.7 | .778 | 0.7   | 0.9    | 1.7 | 0.5  | 0.5 | 0.1 | 0.8 | 1.2 | 4.3 |
| 1987-88 | 24   | New Jersey   | NBA  | 20  | 3   | 15.4 | 2.8 | 6.7 | .418 | 0.1 | 0.3 | .200  | 1.0 | 1.2 | .870 | 1.0   | 1.4    | 2.4 | 0.8  | 0.8 | 0.6 | 1.5 | 2.1 | 6.7 |
| 1988-89 | 25   | Portland     | NBA  | 67  | 4   | 12.1 | 3.0 | 6.5 | .463 | 0.1 | 0.5 | .226  | 1.3 | 1.8 | .725 | 0.9   | 1.0    | 2.0 | 0.9  | 0.7 | 0.0 | 1.0 | 1.5 | 7.4 |
| 1989-90 | 26   | Minnesota    | NBA  | 11  | 0   | 8.3  | 2.3 | 5.5 | .410 | 0.1 | 0.1 | 1.000 | 1.3 | 2.0 | .636 | 0.7   | 1.1    | 1.8 | 0.4  | 0.5 | 0.0 | 0.7 | 1.3 | 5.9 |
| Total   |      |              | NBA  | 130 | 7   | 11.0 | 2.5 | 5.6 | .455 | 0.1 | 0.3 | .231  | 1.3 | 1.7 | .744 | 0.9   | 1.1    | 1.9 | 0.7  | 0.6 | 0.1 | 1.0 | 1.5 | 6.4 |

### Playoffs
| Temp.   | Edad | Equipo       | Liga | P  | MIN | TCA | TC | 3PA | 3P | TLA | TL | R.OF. | REB | ASIS | ROB | TAP | PER | FP | PTS | %TC  | %3P  | %FT   | MIN | PTS | REB | AST |
| 1986-87 | 23   | L. A. Lakers | NBA  | 11 | 42  | 4   | 21 | 0   | 1  | 6   | 12 | 3     | 10  | 5    | 2   | 0   | 5   | 10 | 14  | .190 | .000 | .500  | 3.8 | 1.3 | 0.9 | 0.5 |
| 1988-89 | 25   | Portland     | NBA  | 1  | 5   | 0   | 3  | 0   | 0  | 2   | 2  | 0     | 1   | 2    | 0   | 0   | 0   | 0  | 2   | .000 |      | 1.000 | 5.0 | 2.0 | 1.0 | 2.0 |
| Total   |      |              | NBA  | 12 | 47  | 4   | 24 | 0   | 1  | 8   | 14 | 3     | 11  | 7    | 2   | 0   | 5   | 10 | 16  | .167 | .000 | .571  | 3.9 | 1.3 | 0.9 | 0.6 |